# Morée
Morée település Franciaországban, Loir-et-Cher megyében. Lakosainak száma 1079 fő (2022. január 1.). Morée Brévainville, Fréteval, Moisy, Saint-Hilaire-la-Gravelle és Vievy-le-Rayé községekkel határos.

## Népesség
A település népességének változása:
| Lakosok száma | 979  | 1104 | 1061 | 1069 | 1121 | 1080 | 1071 | 1083 | 1084 | 1079 |
|               | 1968 | 1982 | 1990 | 2006 | 2013 | 2015 | 2017 | 2019 | 2020 | 2022 |